# Revueltas del Partido Nacionalista de Puerto Rico
Las revueltas del Partido Nacionalista de Puerto Rico sucedidas en los años 1950 fue un llamado por la independencia y la insurrección de dicho partido político (que tenía cerca de 500 miembros) contra el gobierno de los EE. UU. en Puerto Rico y la creación del status de "Estado Libre Asociado" (inglés: Free Associated State) por considerarla una farsa colonial.
Las revueltas comenzaron el 30 de octubre de 1950, siendo conocidas como Revolución nacionalista de Puerto Rico, a las órdenes del líder nacionalista Pedro Albizu Campos, con levantamientos en varias ciudades, entre ellas Peñuelas, Mayagüez, Naranjito, Arecibo y Ponce, de los cuales los acontecimientos más notables que en Utuado, donde los insurgentes fueron masacrados, en Jayuya, ciudad donde se declaró la "República Libre de Puerto Rico", y que resultó sometida tras la respuesta de los militares, y en San Juan, donde los nacionalistas hicieron un atentado contra el entonces gobernador Luis Muñoz Marín en su residencia de "La Fortaleza". En 1952 cerca del 82% de los puertorriqueños aprovaron la Constitución delEstado Libre Associado. Pero los nacionalistas consideraron el resultado de la votación una farsa política ya que el referéndum no ofrecía ninguna opción para votar a favor de la independencia o la estadidad, restringiendo las opciones a sólo dos: una continuación del estatus colonial existente en ese momento y el nuevo estatus de Commonwealth propuesto
Las revueltas no se limitaron a Puerto Rico, sino que también incluía un complot para asesinar entonces presidente de Estados Unidos Harry S. Truman en Washington D. C.. El 1 de noviembre de 1950, dos miembros de los nacionalistas atacaron la Casa Blair, donde Truman se hospedaba durante el tiempo que se hacían reparaciones a la Casa Blanca. El último intento importante por el Partido Nacionalista de Puerto Rico para atraer la atención mundial a la situación colonial de Puerto Rico se produjo el 1 de marzo de 1954, cuando cuatro nacionalistas atacaron a la Cámara de Representantes de los Estados Unidos.

## Contexto histórico

### Colonia española,Carta de Autonomía, posesión de EE.UU.
Después de 400 años de dominación colonial bajo el Imperio español, Puerto Rico recibió soberanía en 1898 a través de una Carta de Autonomía. Esta Carta de Autonomía fue firmada por el primer ministro español Práxedes Mateo Sagasta y ratificada por las Cortes españolas.
Sin embargo, al concluir la Guerra Hispano-Americana, todavía era la era del imperialismo y el Destino Manifiesto. Los Estados Unidos reclamaron el dominio sobre la isla bajo el Tratado de París (Tratado de París (1898)), y los EE. UU. exigieron cesiones de su enemigo derrotado, España. Entre los opositores a esta acción surgió el Partido Nacionalista Puertorriqueño, quien dijo que, por una cuestión de derecho internacional, el Tratado de París no podía facultar a los españoles para dar lo que ya no era suyo. Estados Unidos administró Puerto Rico como territorio, inicialmente con un gobierno militar.
En 1901, el primer gobernador civil estadounidense de Puerto Rico, Charles Herbert Allen, fue nombrado presidente de la empresa refinadora de azúcar más grande del mundo, la American Sugar Refining Company, que también dominaba la economía. Posteriormente, esta empresa pasó a llamarse empresa Domino Sugar. En efecto, Charles Allen aprovechó su gobierno de Puerto Rico para convertirlo en un interés controlador sobre toda la economía puertorriqueña.
Al principio, el gobierno federal no sabía muy bien cómo clasificar a los puertorriqueños. En 1904, el Servicio de Inmigración implementó regulaciones más estrictas que clasificaban a las personas de Puerto Rico como extranjeros que intentaban ingresar a Estados Unidos, aunque anteriormente habían migrado fácilmente. En un caso llevado a la Corte Suprema de los Estados Unidos por Isabel González en 1904, el tribunal dictaminó que los puertorriqueños tenían derecho a viajar libremente a los Estados Unidos. En 1917, Estados Unidos otorgó la ciudadanía estadounidense plena a los residentes de Puerto Rico; se les impidió votar en las elecciones presidenciales porque no tenían el estatus de estado.

### Estados Unidos "Destino Manifiesto" y las repúblicas bananeras

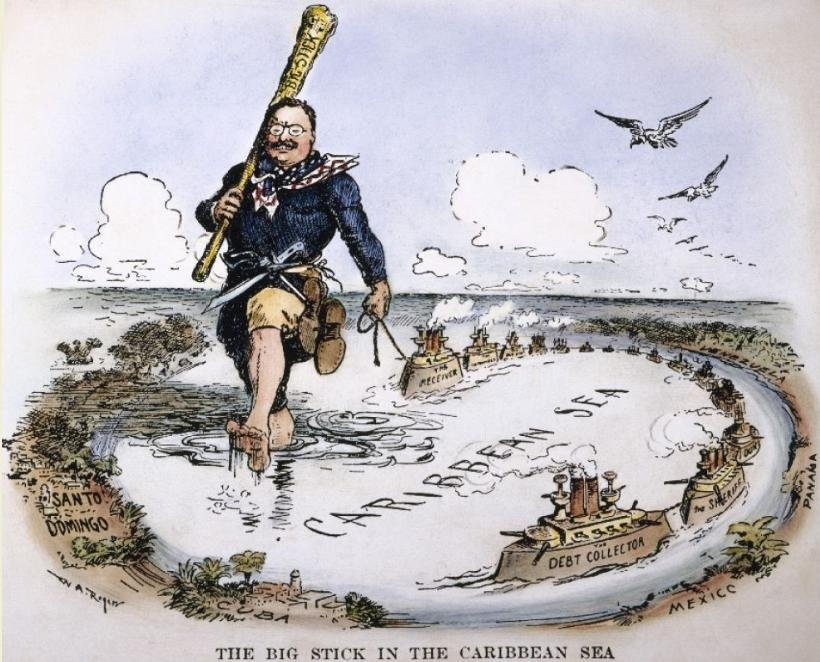

El gobierno apoyó la expansión de sus intereses en toda América Latina.
En 1912, la Cuyamel Banana Company, una corporación estadounidense, orquestó la invasión militar de Honduras para obtener cientos de miles de acres de tierra hondureña y exportar libre de impuestos toda su cosecha de plátano. En 1928, la United Fruit Company, otra corporación estadounidense, poseía más de 200.000 acres de tierras agrícolas de primera calidad en Colombia. Cuando estalló una huelga laboral contra la empresa el 6 de diciembre de ese año, más de mil hombres, mujeres y niños fueron asesinados a tiros para "resolver" la huelga. Esto fue conocido como la Masacre de las bananeras.
En 1930, la United Fruit Company poseía más de un millón de acres de tierra en Guatemala, Honduras, Colombia, Panamá, Nicaragua,  Costa Rica, México y Cuba. Para 1940, sólo en Honduras, la United Fruit Company poseía el 50 por ciento de todas las tierras privadas en todo el país. Para 1942, la United Fruit Company poseía el 75 por ciento de todos los terrenos privados en Guatemala, además de la mayoría de las carreteras, centrales eléctricas y líneas telefónicas de Guatemala, el único puerto marítimo del Pacífico y cada milla de ferrocarril.
Para 1930, más del 40 por ciento de toda la tierra cultivable de Puerto Rico se había convertido en plantaciones de azúcar, que eran propiedad exclusiva del exgobernador Charles Allen y de intereses bancarios estadounidenses. Estos sindicatos bancarios también eran dueños de todo el ferrocarril costero y del puerto marítimo internacional de San Juan.
En 1930, la United Fruit Company poseía más de un millón de acres de tierra en Guatemala, Honduras, Colombia, Panamá, Nicaragua, Costa Rica, México y Cuba. Para 1940, sólo en Honduras, la United Fruit Company poseía el 50 por ciento de todas las tierras privadas en todo el país. Para 1942, la United Fruit Company poseía el 75 por ciento de todos los terrenos privados en Guatemala, además de la mayoría de las carreteras, centrales eléctricas y líneas telefónicas de Guatemala, el único puerto marítimo del Pacífico y cada milla de ferrocarril.
Para 1930, más del 40 por ciento de toda la tierra cultivable de Puerto Rico se había convertido en plantaciones de azúcar, que eran propiedad exclusiva del exgobernador Charles Allen y de intereses bancarios estadounidenses. Estos sindicatos bancarios también eran dueños de todo el ferrocarril costero y del puerto marítimo internacional de San Juan.

### Partido Nacionalista de Puerto Rico
Después de resultados electorales decepcionantes, las dos masacres Había habido un impulso para buscar la independencia de los Estados Unidos desde los primeros días del gobierno estadounidense. De los muchos grupos y partidos que existieron en las dos primeras décadas después del Tratado de París, el Partido Nacionalista Puertorriqueño surgió como la afiliación principal. Organizado por primera vez el 17 de septiembre de 1922, el principal objetivo del Partido Nacionalista era la independencia de Puerto Rico. Hacia 1930, los desacuerdos entre José Coll y Cuchi y Pedro Albizu Campos sobre cómo debía dirigirse el partido, llevaron al primero y sus seguidores a abandonar el partido.
El 11 de mayo de 1930 Albizu Campos fue elegido presidente del Partido Nacionalista. El malestar social aumentó durante la Gran Depresión y el partido se convirtió en el movimiento independentista más grande de Puerto Rico. A mediados de los años 1930, el movimiento nacionalista ganó apoyo después de las masacres de Río Piedras y de Ponce; dijeron que el gobierno apoyado por Estados Unidos recurrió a la violencia para mantener su régimen colonial en Puerto Rico.

## Antes de octubre de 1950
Desde mediados de 1948 hasta mediados de 1950, los esfuerzos del gobierno estadounidense por controlar el futuro político de Puerto Rico, negando una voz a la independencia, se intensificaron mediante una ley firmada por el gobernador territorial designado por Estados Unidos en junio de 1948 y una ley firmada por el presidente de Estados Unidos en julio

### Ley Mordaza de Puerto Rico
El 21 de mayo de 1948. se había presentado ante el Senado de Puerto Rico un proyecto de ley que, a juicio de Leopoldo Figueroa, entonces miembro de la Cámara de Representantes de Puerto Rico, violaba los derechos civiles de los puertorriqueños a la protección de la Primera Enmienda de la Constitución de EE. UU., que garantiza la Libertad de expresión.
El Senado, que en ese momento estaba controlado por el Partido Popular Democrático (PPD) y presidido por Luis Muñoz Marín, aprobó el proyecto de ley. Este proyecto de ley se conoció como la Ley de la Mordaza Ley Mordaza ("Ley 53 de 1948") cuando el gobernador de Puerto Rico designado por Estados Unidos, Jesús T. Piñero, la promulgó como ley el 10 de junio de 1948.
La Ley Mordaza tipificó como delito imprimir, publicar, vender o exhibir cualquier material destinado a paralizar o destruir el gobierno insular; o para organizar cualquier sociedad, grupo o asamblea de personas con una intención destructiva similar. Hizo ilegal cantar una canción patriótica y reforzó la ley de 1898 que había prohibido exhibir la Bandera de Puerto Rico, y cualquier persona declarada culpable de desobedecer la ley de cualquier manera estaría sujeta a una sentencia de hasta a diez años de prisión y una multa de hasta 10.000 dólares estadounidenses o ambas por cada delito.

### Ley de Relaciones Federales de Puerto Rico de 1950
El 3 de julio de 1950, el presidente Harry Truman promulgó la Ley de Relaciones Federales de Puerto Rico de 1950, aprobada por el 81.º Congreso de los Estados Unidos. La ley autorizó un nuevo estatus para Puerto Rico, como "Estado Libre Asociado". Preveía elecciones populares del gobernador, una legislatura bicameral y una declaración de derechos, y funciones ejecutivas similares a las de los estados. Estados Unidos debía mantener el control sobre el dinero, la defensa, las aduanas y cualquier tratado extranjero. Los nacionalistas consideraron esto una continuación del colonialismo.

## Eventos y revueltas de 1950
Las revueltas del Partido Nacionalista Puertorriqueño fueron un repudio a la designación de Puerto Rico de "Estado Libre Asociado", designación que consideraban una farsa colonial.
Eran un llamado a la independencia del dominio estadounidense, exigiendo el reconocimiento de la Carta de Autonomía de 1898 y la soberanía internacional de Puerto Rico.
Las revueltas comenzaron el 30 de octubre de 1950, por orden de Pedro Albizu Campos, presidente del Partido Nacionalista. Levantamientos ocurrieron en Peñuelas, Mayagüez, Naranjito, Arecibo y Ponce. Los levantamientos más notables ocurrieron en Utuado, Jayuya y San Juan, Puerto Rico.
Las revueltas no se limitaron a Puerto Rico. Incluían un complot para asesinar al presidente de los Estados Unidos Harry S. Truman. El 1 de noviembre de 1950, dos nacionalistas atacaron la Casa Blair en Washington D. C., donde se alojaba Truman mientras se realizaban renovaciones en 0la Casa Blanca.
El último gran intento del Partido Nacionalista Puertorriqueño de llamar la atención mundial sobre la situación de Puerto Rico ocurrió el 1 de marzo de 1954, cuando cuatro nacionalistas atacaron la Cámara de Representantes de los Estados Unidos.

### Incidente de Peñuelas
El primer incidente de los levantamientos nacionalistas fue un acto de un cuerpo policial contra los sublevados, en la madrugada del 29 de octubre de 1950. La Policía Insular de la localidad de Peñuelas rodeó la casa de la madre de Melitón Muñiz Santos. Melitón Muñiz Santos era presidente del Partido Nacionalista de Peñuelas en el barrio Macaná, y la policía estaba a punto de allanar la casa que Muñiz Santos utilizaba como centro de distribución de armas para la Revuelta Nacionalista.
Sin previo aviso, la policía disparó contra los nacionalistas que se encontraban en la casa. Se produjo un tiroteo que mató a tres nacionalistas (Arturo Ortiz, Guillermo González Ubides, José A. Ramos) e hirió a seis policías.
Los nacionalistas Melitón Muñoz Santos, Roberto Jaume Rodríguez, Estanislao Lugo Santiago, Marcelino Turell, William Gutirrez y Marcelino Berrios fueron detenidos y acusados de participar en una emboscada contra la Policía Insular local.

### Incidente de Arecibo
Tomás López de Victoria, Subcomandante de los Cadetes de la República, encabezó la revuelta en Arecibo. Ordenó a Ismael Díaz Matos atacar la comisaría local. Díaz Matos mató a cuatro policías antes de huir. El compañero nacionalista Hipólito Miranda Díaz fue asesinado mientras cubría la fuga de sus compañeros. Díaz Matos y su grupo fueron capturados y arrestados por la Guardia Nacional. Entre los cadetes arrestados y acusados de organizar el ataque se encontraban López de Victoria y Juan Jaca Hernández, capitán cadete de Arecibo.

### Incidente de Ponce

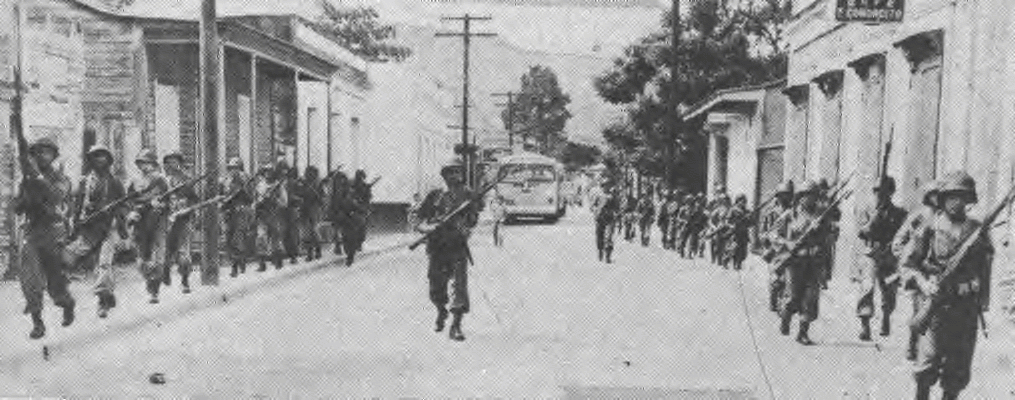
l Regimiento 296 de Infantería de la Guardia Nacional de Puerto Rico ocupa el pueblo de Jayuya

El cabo de policía Aurelio Miranda se acercó a un coche en el que viajaban algunos nacionalistas. Los compañeros oficiales sugirieron que los arrestaran. El oficial Miranda fue asesinado a tiros en un tiroteo entre los nacionalistas y la policía Antonio Alicea, José Miguel Alicea, Francisco Campos (sobrino de Albizu Campos), Osvaldo Pérez Martínez y Ramón Pedrosa Rivera fueron detenidos y acusados del asesinato del cabo de policía Miranda. Raúl de Jesús fue acusado de violación a la Ley Insular de Armas de Fuego.

### Incidente de Mayagüez
El grupo nacionalista de Mayagüez fue uno de los más numerosos. Estaba dividido en varias unidades, cada una asignada a atacar objetivos diferentes. Uno de los grupos atacó la comisaría de policía de la localidad, provocando la muerte de tres policías y tres transeúntes. Esta unidad se unió a las demás en el barrio La Quinta. Después de que llegó la policía local, los hombres escaparon a las montañas y evitaron más víctimas utilizando tácticas de guerrilla. Uno de los integrantes de estas unidades fue el cadete nacionalista Irvin Flores Rodríguez, quien el 1 de marzo de 1954, junto a Lolita Lebrón, Rafael Cancel Miranda y Andrés Figueroa Cordero, atacó con pistolas automáticas a los miembros de la Cámara de Representantes de Estados Unidos en Washington D. C..

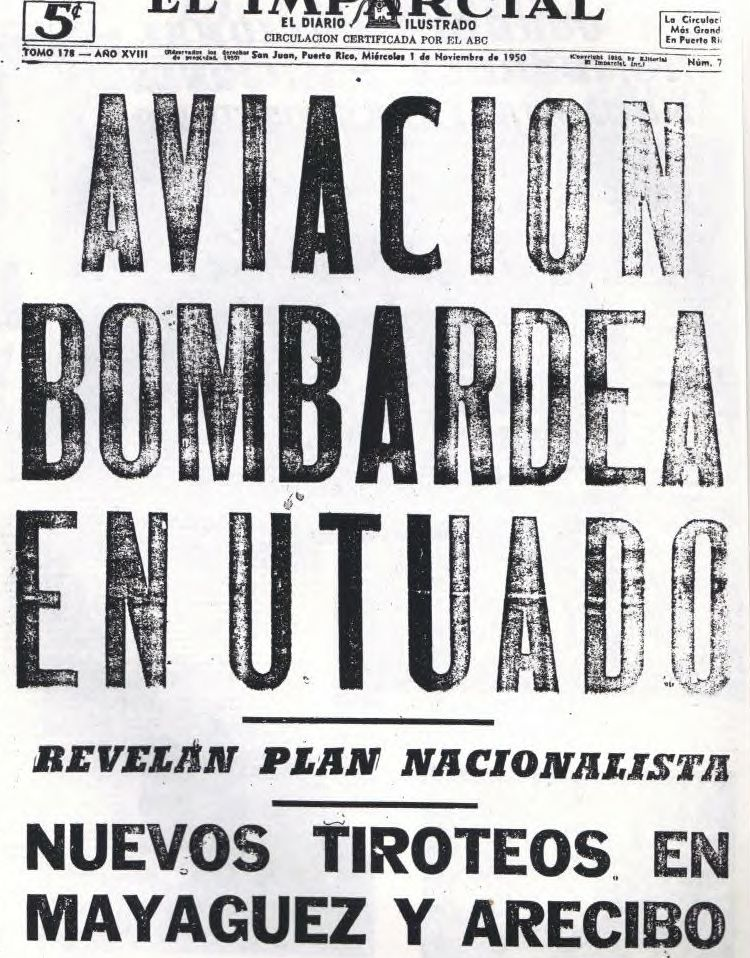
Titular El Imparcial: “Bombardeo aéreo en Utuado”

### Grito de Jayuya
El Levantamiento de Jayuya fue una revuelta en el pueblo de Jayuya, Puerto Rico, que ocurrió el 30 de octubre, ocurrió ese día contra el gobierno de la isla apoyado por Estados Unidos. En la plaza del pueblo, Canales pronunció un discurso y declaró a Puerto Rico una República libre. Bajo la dirección del comandante puertorriqueño de la Guardia Nacional de Puerto Rico, respaldada por Estados Unidos, la ciudad fue atacada por aviones y artillería suministrados por Estados Unidos. La ciudad estuvo en manos de los nacionalistas durante tres días.

### Grito de Utuado
El Levantamiento de Utuado fue una revuelta que ocurrió en Utuado como parte de una serie de levantamientos. Los nacionalistas, encabezados por el capitán de la rama Utuado de los Cadetes de la República, atacaron la comisaría. La Guardia Nacional, respaldada por Estados Unidos, llegó ese día y ordenó a los nueve nacionalistas supervivientes que se rindieran. Los llevaron a la plaza del pueblo y les exigieron que se quitaran los zapatos, los cinturones y sus pertenencias personales. Los hombres fueron llevados detrás de la comisaría y fueron ametrallados por la Guardia Nacional. Cinco hombres murieron: Heriberto Castro, Julio Colón Feliciano, Agustín Quiñones Mercado, Antonio Ramos y Antonio González. Los cuatro supervivientes resultaron gravemente heridos. El hecho pasó a ser conocido como "La Masacre de Utuado". Durante los dos días siguientes, el comandante militar puertorriqueño utilizó aviones de combate P-47 Thunderbolt suministrados por Estados Unidos para bombardear Utuado.

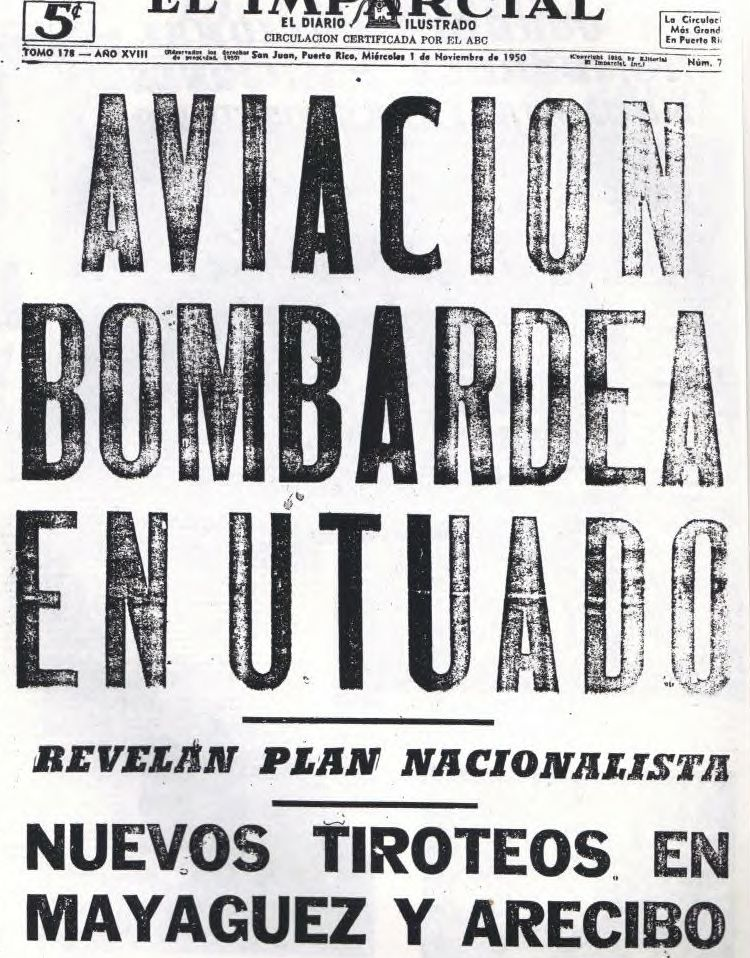
Titular de El Imparcial: "Aviación bombardea Utuado"

### Revuelta Nacionalista de San Juan

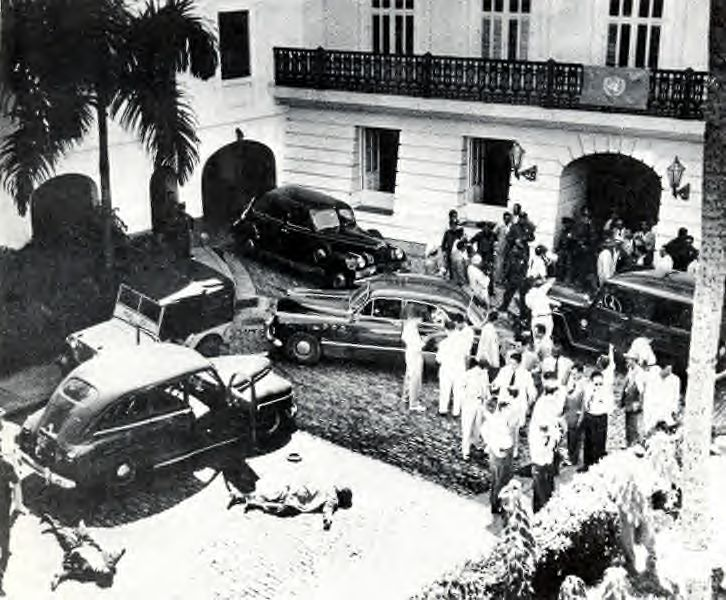
Los cuerpos de los nacionalistas Carlos Hiraldo Resto y Manuel Torres Medina yacen en el suelo en San Juan

El 30 de octubre de 1950, los rebeldes atacaron la capital de Puerto Rico, San Juan, en el edificio del Tribunal Federal de Estados Unidos de la Revuelta Nacionalista de San Juan en el Viejo San Juan. En el intento murieron cuatro nacionalistas: Raimundo Díaz Pacheco, Domingo Hiraldo Resto, Carlos Hiraldo Resto y Manuel Torres Medina.  Vidal Santiago Díaz, barbero de Albizu Campos, fue atacado por 40 policías y guardias. El incidente ocurrió en la barbería de Santiago Díaz, "Salón Boricua", ubicada en el barrio Santurce de San Juan.

### Incidente del Naranjito
José Antonio Negrón, un veterano de la Segunda Guerra Mundial, encabezó la revuelta en Naranjito y los nacionalistas que atacaron a la policía. Posteriormente se retiraron a las montañas cercanas y formaron un grupo guerrillero. Continuaron allanando varios lugares hasta el 6 de noviembre, cuando llegó la Guardia Nacional y atacó la casa donde se alojaba el grupo. Negrón escapó a Corozal, donde fue arrestado el 10 de noviembre, terminando con la insurrección en Naranjito.

### Intento de asesinato de Truman
La revuelta incluyó el intento de asesinato de Truman, un intento fallido contra la vida del presidente estadounidense Harry Truman, el 1 de noviembre de 1950. Óscar Collazos y Griselio Torresola, de Nueva York, llevó a cabo el ataque a Blair House, donde vivía el presidente Harry Truman durante las renovaciones en la Casa Blanca. En el tiroteo entre los nacionalistas y la policía y los agentes del Servicio Secreto, Torresola hirió de muerte a un oficial de policía de la Casa Blanca, quien a su vez lo mató a tiros. Collazo resultó herido y fue juzgado; declarado culpable, fue sentenciado a muerte, pero Truman conmutó su sentencia por cadena perpetua. Truman apoyó el esfuerzo puertorriqueño de redactar y votar una constitución para el gobierno de la isla que establecería el estatus político de las islas. En marzo de 1952, el pueblo de Puerto Rico votó abrumadoramente, casi el 82%, a favor de la nueva constitución que establecía el Estado Libre Asociado.

## Resultados y acciones continuadas en la década de 1950

### Resultado de las revueltas de 1950
Las revueltas provocaron muchas bajas: de los 28 muertos, 16 eran nacionalistas, 7 policías, uno de la Guardia Nacional y 4 civiles. De los 49 heridos, 23 eran policías, 6 eran miembros de la Guardia Nacional, 9 eran nacionalistas y 11 eran civiles.
La revuelta de octubre de 1950 fracasó debido a la fuerza abrumadora utilizada por la Guardia Nacional de Puerto Rico respaldada por Estados Unidos (el Regimiento 296 de la Guardia Nacional de Estados Unidos), el FBI, la CIA y la Policía Insular de Puerto Rico, todos los cuales estaban alineados contra los nacionalistas.
 Decenas de nacionalistas fueron asesinados y heridos, y cientos más fueron arrestados y encarcelados.
La Guardia Nacional de Puerto Rico, respaldada por Estados Unidos, también había bombardeado las ciudades de Jayuya y Utuado. Los críticos han dicho que no hubo suficiente cobertura sobre la represión de los levantamientos. Según un artículo anónimo y sin fecha en el New York Latino Journal de principios de la década de 2000, la prensa continental lo describió en ese momento como un "incidente entre puertorriqueños". Después del intento de asesinato en su contra en 1950, Truman presionó por un "referéndum sobre el estatus" y una "constitución" que lo acompañara. En una votación de marzo de 1952, casi el 82% de los votantes de Puerto Rico aprobaron la constitución. Este resultado fue controvertido, ya que el referéndum sólo había ofrecido una opción entre la colonia existente o la Commonwealth, y ni la independencia ni la estadidad estaban en la boleta electoral.

### 1954 Incidente del tiroteo en el Capitolio de EE. UU.
El 1 de marzo de 1954, los nacionalistas atacó la Cámara de Representantes. Cuatro nacionalistas puertorriqueños: Lolita Lebrón, Rafael Cancel Miranda, Andrés Figueroa Cordero, e Irvin Flores Rodríguez, intentaron resaltar los problemas en Puerto Rico atacando a los Cámara de Representantes de los Estados Unidos. Dispararon con pistolas automáticas desde la Galería de Damas (un balcón para los visitantes) de la Cámara de Representantes. Los 240 representantes estaban en el suelo durante un debate sobre un proyecto de ley de inmigración. Hirieron a cinco congresistas, uno de gravedad, pero todos sobrevivieron. Los cuatro atacantes fueron juzgados y declarados culpables en un tribunal federal y sentenciados a largas penas de prisión. En 1978 y 1979, el presidente Jimmy Carter conmutó sus sentencias por el tiempo cumplido y los cuatro regresaron a Puerto Rico.

### Continúa la represión del movimiento independentista
Entre los factores que han afectado el movimiento independentista en Puerto Rico han estado el "programa COINTELPRO" y el "programa Carpetas". El "programa COINTELPRO" fue un proyecto realizado por la Oficina Federal de Investigaciones (FBI) de los Estados Unidos, bajo la dirección de J. Edgar Hoover, cuyo objetivo era sondear, infiltrar, desacreditar y perturbar ciertas organizaciones políticas nacionales, incluido el movimiento independentista en Puerto Rico.
El "Programa Carpetas" fue una recopilación masiva de información recopilada por la policía de la isla sobre los llamados "subversivos políticos". La policía tenía en su poder miles de extensos expedientes ("alfombras") relativos a personas de todos los grupos sociales y edades. Aproximadamente 75.000 personas figuraban bajo vigilancia de la policía política. El enorme aparato de vigilancia estaba dirigido principalmente contra el movimiento independentista de Puerto Rico. Así, muchos partidarios de la independencia se trasladaron al Partido Popular Democrático como un medio para detener la estadidad.

## Líderes notables
1. Pedro Albizu Campos - Presidente de partido.
2. Álvaro Rivera Walker - Secretario de partido
3. Juan Antonio Corretjer - 1.er secretario general del Partido Nacionalista.
4. Francisco Matos Paoli - 2.º secretario general del Partido Nacionalista.
5. Vidal Santiago Díaz - Presidente de la Junta Municipal de Santurce del PRNP.[23]
6. Raimundo Díaz Pacheco - Tesorero General del Partido Nacionalista, Comandante de los Cadetes de la Republicay líder de la revuelta de San Juan.[23]
7. Tomás López de Victoria - Subcomandante de los Cadetes de la República y líder del Incidente de Arecibo.[23]
8. Olga Viscal Garriga - Líder estudiantil y portavoz de la rama del Partido Nacionalista Puertorriqueño en Rio Piedras.
9. Blanca Canales - Líder del Grito de Jayuya.
10. Heriberto Castro - Capitán de la rama Utuado de los Cadetes de la República.
11. Rosa Collazo - Tesorero de la rama neoyorquina del Partido Nacionalista.
12. Melitón Muñiz Santos - Presidente de la rama Peñuelas del Partido Nacionalista y líder del Incidente de Peñuelas.
13. José Antonio Negrón - Líder del incidemte en el Naranjito Incident.
14. Carlos Vélez Rieckehoff - Líder de la rama de Vieques branch of the Nationalist Party.
15. Hugo Margenat - Fundador de "Acción Juventud Independentista" y la "Federación de Universitarios Pro Independencia".
16. Ruth Mary Reynolds - Fundadora de "Americanos por la Independencia de Puerto Rico" (Americans for Puerto Rico's Independence).
17. Damián Torres - Lideró el Grito de Utuado con Heriberto Castro.

Atentado contra el Presidente Truman
1. Oscar Collazo - Presidente de la rama de Nueva York del Partido Nacionalista
2. Griselio Torresola - Prima de Blanca Canales que hizo equipo con Oscar Collazo en el intento de asesinato.

Tiroteo en el capitolio
1. Lolita Lebrón - Líder del ataque contra el capitolio en 1954.
2. Rafael Cancel Miranda - Participante en el ataque contra el Capitolio de Estados Unidos en 1954.
3. Irvin Flores - Participante en el ataque contra el Capitolio de Estados Unidos en 1954.
4. Andrés Figueroa Cordero - Participante en el ataque contra el Capitolio de Estados Unidos en 1954.

## Galería
|                     |
| Pedro Albizu Campos |

|                     |
| Olga Viscal Garriga |

|                                                            |
| Los nacionlaistas Olga Viscal Garriga y Ruth Mary Reynolds |

|                                                                |
| Raimundo Díaz Pacheco comandando a los Cadetes de la República |

|                                                                      |
| Plaque in honor of the male participants of the 1950 Jayuya Uprising |

|                                                                 |
| Plaque honoring the women of the Puerto Rican Nationalist Party |

## Mundo Abierto
"Mundo Abierto " es un poema escrito por Hugo Margenat, en el que narra se refiere al bombardeo de la ciudad de Jayuya por parte de la Guardia Nacional de Puerto Rico, respaldada por Estados Unidos. Esto ocurrió durante el Levantamiento de Jayuya, encabezado por la líder nacionalista Blanca Canales.
| Español | Inglés |
| --- | --- |
| Soldado: asesino de la patria Hombre, rechaza el uniforme que denigra. Yo sé de miles de botas que se hunden en la tierra nuestra, destrozándola.                           | Soldier: murderer of the fatherland Man, reject the uniform that defames. I know of thousands of boots that sink in our land, destroying it.                                          |
| Yo sé de la marinería borracha y sádica que como una avalancha de blanco estiércol se riega por calles y plazas vomitando su negro sello de piratas.                        | I know about the sadistic and drunken seamanship that as an avalanche of white manure spreads through the streets and plazas vomiting its black seal of pirates.                      |
| Yo sé de los aviones que ametrallaron nuestros tejados en un día de octubre. Aquel horrible desprecio que llovía en fuego sembrando dolores profundos.                      | I know of the airplanes that machine-gunned our rooftops in a day of October. That horrible contempt that rained in fire sowing deep pains.                                           |
| No olvides que la luz no pudo ser ocultada y a su calor la patria suspiró transformándose como un rojo beso en el abrazo azul y desnudo del aire. Sepa usted, Mundo abierto | Do not you forget that the light could not be hidden and from its heat the fatherland sighed transforming like a red kiss in the naked and blue hug of the air. Know this, Open World |